# Теневой партнёр
«Теневой партнёр» (англ. Silent Partner) — фильм 2005 режиссёра Джеймса Дека производства США/Россия, полностью снят в Москве.

## Сюжет
В Москву с заданием выяснить судьбу кредита правительства США выданного как госзайм одной из частных российских компаний, прилетает молодой сотрудник ЦРУ Гордон Патрик. Он узнаёт, что компании, получившей кредит, не существует, и получение госзайма является аферой, которую провернули чиновники с обоих сторон. На агента начинается охота, в которой участвуют как американцы, так и русские, стремящиеся не допустить раскрытия преступления. И положиться Патрик может только на американского посла в России. Неожиданно на помощь приходит девушка Дина (Тара Рид), по своим личным мотивам: её отца -  высокопоставленного чиновника, убили из-за его роли в получении кредита незадолго до приезда Патрика.

## В ролях
- Ник Моран — Гордон Патрик
- Тара Рид — Дина Невская
- Грегг Генри — Лафонтен, посол США в России
- Патрик Галлахер — Карл
- Джеймс Ди Дек — Фрэнк
- Георгий Мартиросьян — Михаил Гарин, министр финансов России
- Вероника Изотова — Гарина, жена Михаила
- Ирина Григорьева — Катя
- Александр Фастовский — Максим Кусков
- Роберт Лайонс — вице-президент США
- Джеймс Кин — Баннер, сенатор
- Сергей Конов — Васильев
- Игорь Старосельцев — Дронов
- Любовь Германова — секретарь Дронова
- Дэниел Хью Келли — Боб Этуотер
- Христина Блохина — дочь Михаила
- Алиса Шульц — секретарь Карла
- Елена Доронина — Наташа, сотрудник ЦРУ
- Александр Пятков — Джон
- Елена Ивочкина — мама Дины
- Катрина Фессел — Молли Паттерсон, телерепортер
- Мэтью Рейн — агент Брукс
- Олег Штефанко — клиент
- Анна Горшкова — стюардесса

## Показ
В кинопрокате России фильм был с 26 мая по 12 июня 2005 года, прокат шёл числом в 49 копий, общий кассовый сбор составил 3 685 780 рублей ($ 131 635).

## Критика
С точки зрения Голливуда, в «Теневом партнёре» происходит несколько удешевленная, но довольно подробная раскутка успеха «Превосходство Борна» (2004). Тем не менее, если смотреть с нашей родной точки зрения, где все, от «кабельного ТВ» до «национальных блокбастеров», смешалось ещё в доме Облонских, фильм ничуть не уступает такому недавнему «супербоевику группы А», как «Бой с тенью» (2005), а «Побег» (2005) Кончаловского рядом с ним просто курит за дверью. Да в нашем родном «Побеге» количество временных, территориальных и психологических ляпов на порядок больше, чем в этой вроде бы клюквенной «русско-американской копродукции». На фоне наших новых «национальных блокбастеров» как-то язык не поворачивается ругать сделанный все-таки с нашим участием американский боевик группы «Б».— Екатерина Тарханова, Film.ru